# Александровськ-Сахалінський
Алекса́ндровськ-Сахалі́нський (рос. Алекса́ндровск-Сахали́нский) — місто в Сахалінській області Росії, адміністративний центр Александровськ-Сахалінського району.

## Географія
Порт у Татарській протоці, на західному березі острова Сахалін, у підніжжя Західно-Сахалінських гір.
За 3 км від міста стоїть будівля маяка 1864 року будівництва.

## Історія
Відомий з 1862 року як Александровська слобода, з 1869 року село отримало назву Александровка, у той же час вона відома за японською назвою Otchishi 落石. У 1881 році перейменовано на Александровський пост. Застава служила адміністративним центром для управління каторгою, в'язницями всього острову до Жовтневого перевороту.
З 1918 по 1920 роки влада в місті належала уряду адмірала Олександра Колчака. У період з 1920 по 1925 роки місто було окуповане Японською імперією і було відоме під назвою Akō 亜港
До 1926 року місто носило ім'я Александровський. З 1932 по 1947 роки Александровськ-Сахалінський був адміністративним центром Сахалінської області.

## Господарство
Вугільна, лісова та рибна промисловість.

### Освіта
Технікуми: гірничий, лісотехнічний, торгівлі; педучилище, фельдшерсько-акушерська школа, 2 ремісничі училища, 2 школи ФЗН, театр, музей, науково-дослідна лабораторія Тихоокеанського інституту рибного господарства і океанології.

## Відомі люди
Антон Чехов перебував в цьому місті в 1890 році і використав матеріали для написання книги Острів Сахалін.

### Уродженці
- Таран Тетяна Архипівна (1946—2007) — український математик, дослідниця у галузі штучного інтелекту.
- Баранник Сергій Олексійович (1952) — український художник.